# Ignição
A ignição é um dispositivo que produz faíscas para fazer fogo. Os primeiros dispositivos de ignição obtinham sua energia da força dos músculos, mas outros usam a luz solar, a energia química, ou a eletricidade.

## Fricção
Neste método, duas variedades diferentes da madeira são friccionadas vigorosamente juntas, criando o calor, e ateando fogo então. Uma faísca quente bastante para iluminar, é tudo que é estritamente necessário. É essencial usar madeiras apropriadas para as peças da base: mais secas e mais macias são as melhores. Fundir incentiva o progresso e a madeira pulverizada na relação ajuda também. O que não pode ser exagerado é o valor da paciência, da prática e da experiência. 

## Percussão
- Pirita
- Fogo-aço

## Compressão
Aqui, o calor gerado comprimindo o ar é usado para criar uma faísca. Devido às dificuldades de fazer um pistão do fogo, esta técnica é também provável ser pouco prática na maioria das situações da sobrevivência. 

## Luz Solar
Um dos métodos de fazer fogo é usar uma lente ou um refletor (tal como um refletor da tocha/lanterna elétrica) para focalizar a energia do sol na mecha. 

## Elétrico
A eletricidade pode ser usada para criar um fogo qualquer, usando faíscas para incandear a mecha, ou usando o calor gerado da resistência elétrica. Uma bateria comum de lítio pode produzir bastante calor para começar um fogo se um fio, a parte de alumínio, ou o outro metal apropriado forem usados fechando um curto-circuito.

## Produto químico
Há milhares de combinações de produtos químicos que se inflamarão quando misturados juntos (alguns explosiva). Provavelmente o mais indicado para situações da sobrevivência é permanganato de potassio e glicerina ou açúcar. Os métodos químicos são prováveis de produzir um desperdício venenoso ou tóxico que deve ser contido até que a eliminação segura esteja possível.